# Lewisville (North Carolina)
Lewisville is een plaats (town) in de Amerikaanse staat North Carolina, en valt bestuurlijk gezien onder Forsyth County.

## Demografie
Bij de volkstelling in 2000 werd het aantal inwoners vastgesteld op 8826.
In 2006 is het aantal inwoners door het United States Census Bureau geschat op 12.444, een stijging van 3618 (41.0%).

## Geografie
Volgens het United States Census Bureau beslaat de plaats een oppervlakte van
28,1 km², waarvan 27,8 km² land en 0,3 km² water.

## Plaatsen in de nabije omgeving
De onderstaande figuur toont nabijgelegen plaatsen in een straal van 16 km rond Lewisville.

## Geboren
- Chris Paul (6 mei 1985), basketballer